# Clematis campaniflora
Clematis campaniflora là một loài thực vật có hoa trong họ Mao lương. Loài này được Brot. mô tả khoa học đầu tiên năm 1805.